# Ryszard Bolesławski
Richard Boleslavski , pseudônimo de Ryczard Srzednicki (Varsóvia, 4 de fevereiro de 1889 - Hollywood, 17 de janeiro de 1937) foi um diretor de cinema, ator e professor polonês.

## Biografia
Bolesław Ryszard Srzednicki nasceu em 4 de fevereiro de 1889 em Dębowa Góra, na Polônia governada pela Rússia czarista. Formou-se pela Escola de Oficiais de Cavalaria de Tver Cavalry Oficcers School. Depois, estudou no Teatro de Arte de Moscou, vindo a ser um membro e diretor do Primeiro Studio.
Durante a Primeira Guerra Muncial, Bolesławski lutou como tenente da cavalaria ao lado da Rússia czarista, até a queda do Império Russo. Deixou a Rússia depois da Revolução de Outubro de 1917, voltando para a Polônia, onde dirigiu seus primeiros filmes. Como seu nome de nascimento era difícil de pronunciar, até mesmo para os poloneses, adotou o nome de Richard Boleslawski. Sua Wisłą Cud nad (Milagre no Vístula) foi um semi-documentário sobre a vitória milagrosa dos poloneses Rio Vístula sobre as forças soviéticas, muito superiores, durante a Guerra Polaco-Soviética de 1919-1921.
Boleslawski casou-se pelo menos três vezes e teve um filho - Jan - com sua última esposa, Norma.
Em 1922, atuou em Die Gezeichneten, um filme mudo alemão dirigido pelo diretor dinamarquês Carl Theodor Dreyer. Na década de 1920, Boleslawski fez carreira em Nova York, onde,  junto com a companheira emigrante Maria Ouspenskaya, começou a ensinar o que se tornaria conhecido como método de atuação. Em 1923, fundou o Laboratório Americano [estágio] Teatro, em Nova York. Entre seus alunos estavam Lee Strasberg, Stella Adler e Harold Clurman, membros fundadores do Grupo de Teatro (1931-1940), o primeiro conjunto americano a colocar as teorias de Stanislavski em prática.
Assinou um contrato para dirigir filmes de Hollywood, fez várias produções significativas com algumas das grandes estrelas da época, até a sua morte algumas semanas de seu aniversário de 48 anos, em 17 de janeiro de 1937. Está enterrado no Calvary Cemetery (Los Angeles).
Por sua contribuição à indústria cinematográfica, Ryszard Boleslawski tem uma estrela na Calçada da Fama de Hollywood na 7021 Hollywood Boulevard.

## Filmografia
Filmes dirigidos por Richard Boleslawski:

### Na Rússia
- Tri Vstrechi
- Khlieb (1918)

### Na Polônia
- Bohaterstwo Polskiego Skauta (1920)
- Cud nad Wisłą (The Miracle at the Vistula) (1921)

### Nos Estados Unidos
- The Grand Parade (1930), coreógrafo somente
- Treasure Girl (1930 short)
- The Last of the Lone Wolf (1930)
- The Gay Diplomat (1930)
- Rasputin and the Empress (1932)
- Storm at Daybreak (1933)
- Beauty for Sale (1933)
- Fugitive Lovers (1934)
- Men in White (1934), estrelando Clark Gable
- Hollywood Party (1934)
- Operator 13 (1934)
- The Painted Veil (1934), com Greta Garbo
- Clive of India (1935)
- Les Misérables (1935), com Fredric March e Charles Laughton
- Metropolitan (1935)
- O'Shaughnessy's Boy (1935)
- Three Godfathers (1936)
- The Garden of Allah (1936), estrelando Marlene Dietrich e Charles Boyer
- Theodora Goes Wild (1936), com Irene Dunne
- The Last of Mrs. Cheyney (1937) estrelando Joan Crawford e William Powell (Boleslawski morreu antes que este filme estivesse terminado)

## Livros de Richard Boleslawski
- The Way of the Lancer (1932; about the battles of Polish Uhlans in Russia)
- Lances Down (1932)
- Six Lessons of Dramatic Art (1933)
- New Features In Acting  (1935)

## Ligações Externas
- Ryszard Bolesławski. no IMDb.